# Francesca Santoro (Materialforscherin)

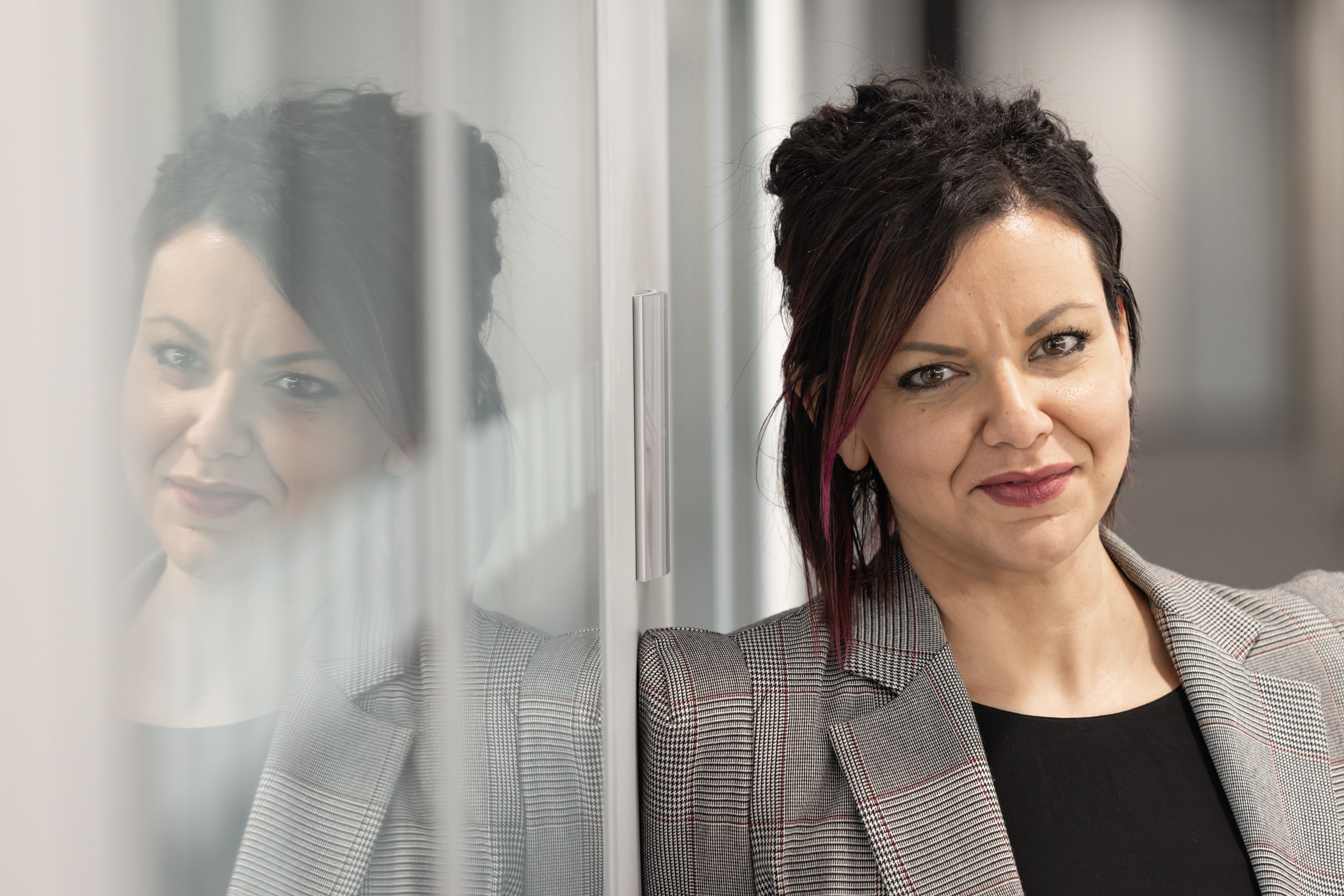
Francesca Santoro (2022)

Francesca Santoro (geboren 1986) ist eine italienische Materialforscherin und biomedizinische Ingenieurin und seit 2022  Professorin für Neuroelectronic Interfaces (NEI) an der RWTH Aachen und Forschungsgruppenleiterin am Forschungszentrum Jülich.

## Leben und Forschung
Francesca Santoro absolvierte ihren Master im Jahr 2010 an der Federico II-Universität von Neapel in biomedizinischer Technik mit dem Schwerpunkt Biomaterialien. Ihre Promotion schloss sie in 2014 in Elektrotechnik und Informationstechnik ab, in einer Partnerschaft zwischen der RWTH Aachen und dem Forschungszentrum Jülich und mit Unterstützung durch ein Stipendium der Helmholtz-Gesellschaft(IHRS BioSoft). 2014 folgte eine Postdoc-Stelle an der Stanford-Universität (USA) im Fachbereich Chemie.
2017 leitete sie eine Forschungsgruppe an der IIT im Labor der CABHC Neapel im Bereich der Gewebeelektronik. Hier arbeitet sie an einem Material zur elektrischen Stimulierung von beschädigten Hautzellen, damit die Heilung von geschädigtem Gewebe verbessert werden kann. 2022 wurde sie nach dem Jülicher Modell als Professorin an die RWTH Aachen und das Forschungszentrum Jülich berufen, wo sie sich mit neuroelektronischen Grenzflächen beschäftigt und eine Forschungsgruppe leitet.

## Forschungsschwerpunkte
Francesca Santoro interessiert sich für die Entwicklung neurohybrider Schnittstellen, wodurch eine Brücke zwischen Biologie, Medizin, Chemie und Elektrotechnik geschlagen wird. Sie arbeitet an Mikrogeräten, die das Verhalten und die Architektur von Neuronen nachahmen.
Ein internationales Forscherteam unter ihrer Leitung entwickelte im Jahr 2023 einen intelligenten Biochip, der die Netzhaut des Auges nachahmt. Ziel dieser Forschung ist es, mit solcher und ähnlicher Bioelektronik Fehlfunktionen im Körper und im Gehirn zu korrigieren. Das besondere an dieser künstlichen Retina ist, dass sie als organischer Halbleiter vollständig aus nicht-toxischen, organischen Komponenten besteht und verformbar ist, da sie aus leitenden Polymeren und lichtempfindlichen Ionen (d. h. mit geladenen Atomen oder Molekülen) aufgebaut ist.
Weiter arbeitet das Team an Biochips im Bereich des zellulären Informationsaustausches, unter anderem zur Fehlerbehebung bei der Verarbeitung und Weiterleitung von Informationen im Kontext von neurodegenerativen Erkrankungen (etwa bei Parkinson oder Alzheimer), bei der Unterstützung von Organen bei eingeschränkter Funktionsfähigkeit oder als Schnittstelle zwischen künstlichen Gliedmaßen und Gelenken.

## Preise und Auszeichnungen (Auswahl)
- 2018: Auszeichnung als Technology Review Innovators Under 35 Europe des Massachusetts Institute of Technology[5]
- 2020: ERC Starting Grant des Europäischen Forschungsrats[6]
- 2021: Falling Walls Science Breakthrough of the Year im Bereich Engineering and Technology (Breaking the Wall to Biohybrid Synapses) der Falling Walls Foundation Berlin[7][8]
- 2022: Leopoldina Early Career Award der Nationalen Akademie der Wissenschaften Leopoldina und der Commerzbank-Stiftung[1]

## Publikationen (Auswahl)
- mit Anna Mariano, Claudia Lubrano, Ugo Bruno Chiara Ausilio, Nikita Bhupesh Dinger: Advances in Cell-Conductive Polymer Biointerfaces and Role of the Plasma Membrane. In: Chemical Review. Band 122, Nr. 4, 28. September 2022, S. 4552–4580, doi:10.1021/acs.chemrev.1c00363.
- mit Ottavia Bettucci, Giovanni Maria Matrone: Conductive Polymer-Based Bioelectronic Platforms toward Sustainable and Biointegrated Devices: A Journey from Skin to Brain across Human Body Interfaces. In: Advanced Materials Technologies. Band 7, Nr. 2, 1. Juli 2022, doi:10.1002/admt.202100293.
- mit  Matteo Battaglini, Alessio Carmignani, Chiara Martinelli, Jamila Colica, Attilio Marino, Stefano Doccini, Valentina Mollo, Martina Bartolucci, Andrea Petretto, Filippo Maria Santorellic, Gianni Ciofani: In vitro study of polydopamine nanoparticles as protective antioxidant agents in fibroblasts derived from ARSACS patients. In: Biomaterials Science. Band 10, Nr. 14, 19. Mai 2022, S. 3770–3792, doi:10.1039/d2bm00729k.
- mit Claudia Lubrano, Ugo Bruno, Chiara Ausilio: Supported Lipid Bilayers Coupled to Organic Neuromorphic Devices Modulate Short-Term Plasticity in Biomimetic Synapses. In: Advanced Materials. Band 34, Nr. 15, 17. Februar 2022, doi:10.1002/adma.202110194 (englisch).